# Ponç III de Cervera
Ponç III de Cervera, conegut també com a Ponç III de Bas, (-1195) fou vescomte regent de Bas i senyor de l'Espluga Sobirana.

## Família
Fill de Ponç II de Cervera i d'Almodis de Barcelona. Es va casar amb una dama anomenada Marquesa (de Ribelles?) i fou pare de Pere II de Cervera i un tal Ponç.

## Biografia
El seu germà i hereu al Vescomtat de Bas, Hug I de Cervera es traslladà el 1177 a Sardenya, on es casà amb Ispella de Serra. Hug I ja no va tornar i Ponç III es quedà com a vescomte regent. A la mort d'Hug, Ponç III es titulà vescomte fins que morí.
Llavors es produí una situació confusa entre Hug II Ponç fill d'Hug I, que reclamà el vescomtat, i Pere II, fill de Ponç III. El 1198 aquest reconegué el seu cosí Hug II Ponç, el qual tornà a Sardenya i designà regent l'altre cosí Hug de Tarroja (de fet, Hug III), fill de Gaia, germana de Ponç III.